# Сырово (Тверская область)
Сырово — деревня в Жарковском районе Тверской области. Входит в состав Новосёлковского сельского поселения.

## История
На топографической карте Фёдора Шуберта, изданной в 1865 году обозначена деревня Сырова.
На карте РККА 1941 года обозначена деревня Сырова. Имела 25 дворов.

## География

### Расположение
Деревня расположена на юго-западе района, в 40 километрах к западу от районного центра, посёлка Жарковский. Находится на левом берегу реки Межа.

### Часовой пояс
Деревня Сырово, как и вся Тверская область находится в часовой зоне МСК (московское время). Смещение применяемого времени относительно UTC составляет +3:00.

## Население
| 2010 |
| ---- |
| 13   |

Национальный состав
Согласно результатам переписи 2002 года, в национальной структуре населения русские составляли 100 % от жителей.